# Elmwood Carhouse (Metro de Filadelfia)
Elmwood Carhouse  es una estación en la Ruta 36 de la línea Verde del Metro de Filadelfia. La estación se encuentra localizada en Calle 72 & la Avenida Elmwood en Filadelfia, Pensilvania. La Autoridad de Transporte del Sureste de Pensilvania (por sus siglas en inglés SEPTA) es la encargada por el mantenimiento y administración de la estación.

## Descripción y servicios
La estación Elmwood Carhouse cuenta con 2 plataformas laterales y 2 vías.  

## Conexiones
La estación es abastecida por las siguientes conexiones: 
- Rutas de autobuses SEPTA: ninguna